# Ceres (Washington)
Ceres az Amerikai Egyesült Államok északnyugati részén, Washington állam Lewis megyéjében elhelyezkedő önkormányzat nélküli település.
Ceres postahivatala 1908 és 1931 között működött. A település névadója Ceres, a gabona és az anyai szeretet istennője.

## Fordítás
- Ez a szócikk részben vagy egészben  a   Ceres, Washington című angol Wikipédia-szócikk ezen változatának fordításán alapul.  Az eredeti cikk szerkesztőit annak laptörténete sorolja fel. Ez a jelzés csupán a megfogalmazás eredetét és a szerzői jogokat jelzi, nem szolgál a cikkben szereplő információk forrásmegjelöléseként.